# 충북 청주 FC
충북 청주 FC(Chungbuk Cheongju Football Club)는 대한민국 충청북도 청주시에 있는 축구 선수단이다.

## 역사
2002년 청주 솔베이지 축구단부터 시작되는 전신 구단들의 역사는 공식적으로 포함되지 않고 2023년이 공식 창단연도로서 창단 과정을 살펴보면 다음과 같다.
2015년 11월 25일, SMC엔지니어링 대표이사가 대표를 맡고 있는 청주프로축구단 창단추진반이 한국프로축구연맹에 프로축구단 창단 의향서를 제출했다. 그러나 청주시청의 재정 지원 관련 문제가 생기면서 창단이 무산되었고, 대신 2016년 3월 11일에 청주 시티 FC를 창단하여 K3리그에 참가하면서 프로화를 추진하기로 했다. 효율적인 운영과 프로화를 추진하기 위해 2016년 9월 27일에 청주 FC와 청주 시티 FC의 통합을 선언하고, 같은 해 9월 30일에 한국프로축구연맹에 가입 신청서를 제출했다. 그러나 세부사항이 합의되지 않아 청주 FC와 청주 시티 FC 간의 통합은 무산되고, 청주시청은 프로축구단 창단에 행정지원을 하지 않겠다고 밝히면서 프로화는 무산되었다.
2017년 9월 2일, 청주시청이 청주시의회에 프로축구단 창단을 위해 필요한 재원 중 일부를 지원하고 행정 지원을 제공하는 '청주 연고 프로축구단 창단·운영 지원 동의안'을 제출했으나, 청주시의회 제29회 임시회에서 부결되면서 무산되었고, 제30회 임시회에서 프로축구단에 대한 지원과 경기장 사용에 대한 혜택을 제공하는 내용이 담긴 '프로축구단 지원 조례안'을 제출하고, 청주 시티 FC는 청주시티프로축구단 법인을 설립하고 2017년 9월 28일에  한국프로축구연맹에 가입 신청서를 제출했다. 그러나 청주시의회에서 조례안이 부결되어 청주 시티 FC 측이 한국프로축구연맹에 제출한 가입 신청서를 철회하면서 프로축구단 창단은 무산되었다.
2023년 1월 3일 창단식을 거행하며 충북 청주 FC가 공식 출범하였다.

## 선수 명단
참고: FIFA 자격 규정에 따라 소속된 국가대표팀 국기를 표시합니다. 선수는 복수의 FIFA 비회원국 국적을 가지고 있을 수 있습니다.
| 번호 | 포지션 | 국적 | 이름                        |
| ---- | ------ | ---- | --------------------------- |
| 1    | GK     |      | 조수혁                      |
| 2    | FW     |      | 서재원                      |
| 3    | DF     |      | 전병원                      |
| 4    | DF     |      | 반데아벌트                  |
| 5    | MF     |      | 김선민                      |
| 6    | DF     |      | 박건우 (에히메 FC에서 임대) |
| 8    | MF     |      | 송진규                      |
| 10   | FW     |      | 페드로                      |
| 11   | FW     |      | 이승재                      |
| 13   | MF     |      | 김영환                      |
| 15   | DF     |      | 홍준호 (제주에서 임대)      |
| 16   | MF     |      | 문승민                      |
| 17   | FW     |      | 홍석준                      |
| 18   | GK     |      | 정진욱                      |
| 20   | DF     |      | 김승우                      |

| 번호 | 포지션 | 국적           | 이름                   |
| ---- | ------ | -------------- | ---------------------- |
| 21   | FW     |                | 송창석                 |
| 22   | FW     |                | 이원준                 |
| 23   | GK     |                | 이승환 (포항에서 임대) |
| 24   | MF     |                | 허승찬                 |
| 25   | MF     |                | 최성근                 |
| 27   | MF     |                | 지언학                 |
| 28   | MF     |                | 이지승                 |
| 33   | MF     |                | 여봉훈                 |
| 36   | DF     |                | 윤석영                 |
| 39   | DF     |                | 임준영                 |
| 50   | DF     |                | 정성우                 |
| 66   | MF     |                | 이강한                 |
| 70   | MF     |                | 최강민 (울산에서 임대) |
| 71   | MF     |                | 이동원                 |
| 77   | DF     |                | 김윤환                 |
| 97   | FW     | 오스트레일리아 | 은고이                 |
| 98   | MF     |                | 이형경                 |
| 99   | FW     |                | 이창훈                 |

### 임대 및 군복무 선수 명단
참고: FIFA 자격 규정에 따라 소속된 국가대표팀 국기를 표시합니다. 선수는 복수의 FIFA 비회원국 국적을 가지고 있을 수 있습니다.
| 번호 | 포지션 | 국적 | 이름 |
| ---- | ------ | ---- | ---- |

## 스태프
- 감독 : 김길식
- 수석코치 :
- 코치 :
- 골키퍼 코치 :
- 피지컬 코치 :

## 구단 역대 인물

### 역대 감독
| 연도      | 이름          |
| --------- | ------------- |
| 2023–2024 | 최윤겸        |
| 2024      | 권오규 (대행) |
| 2025      | 권오규        |
| 2025      | 최상현 (대행) |
| 2025-     | 김길식        |

## 스폰서
스폰서에는 '충청북도' , '청주시' , 'SMC 엔지니어링' , '아트포레' 등이 있다.

## 경기장
홈경기장은 청주종합경기장 주경기장이다.

## 클럽하우스
천안시에 위치한 호텔인 '글로스터호텔 청주' 내에 클럽하우스를 설치하여 운영하고 있다.

## 엠블럼과 마스코트
클럽 마스코트는 '차바'이다. 사바나 출신의 사자이며 충북청주FC의 선수가 되어 청주종합경기장을 원없이 달리는 것이 꿈이라고 한다.

## 청주 FC와의 관계 및 오해
대부분의 축구팬들이 청주 FC가 프로화 되면서 이름을 바꾸어 충북 청주 FC가 되었다고 오해하고 있지만, 구단에서 밝히기를 충북 청주 FC는 청주 FC가 프로화되면서 바뀐 이름이 아닌 2023년에 새롭게 창단된 별개의 구단이라고 한다.

## 참고 문헌
- “스포츠지원포털 등록 현황”. 대한체육회.
- “KFA 통합경기정보 시스템”. 대한축구협회.
- “K리그 데이터 포털”. 한국프로축구연맹.

## 같이 보기
- 청주 FC
- 청주 시티 FC